# Campionati asiatici di ginnastica aerobica
I Campionati asiatici di ginnastica aerobica  sono una competizione sportiva biennale organizzata dalla Asian Gymnastic Union. La prima edizione si è svolta nel 2009 a Bangkok, in Thailandia.

## Edizioni
| Anno | Città       | Nazione       |
| ---- | ----------- | ------------- |
| 2009 | Bangkok     | Thailandia    |
| 2010 | Ho Chi Minh | Vietnam       |
| 2012 | Palembang   | Indonesia     |
| 2014 | Hoengseong  | Corea del Sud |
| 2015 | Ho Chi Minh | Vietnam       |
| 2017 | Ulan Bator  | Mongolia      |
| 2022 | Pattaya     | Thailandia    |
| 2023 | Ulan Bator  | Mongolia      |

## Medagliere
Dati aggiornati all'edizione del 2023, il medagliere non tiene conto dei medagliati juniores.
| Pos.   | Nazione       | Oro | Argento | Bronzo | Totale |
| ------ | ------------- | --- | ------- | ------ | ------ |
| 1      | Cina          | 18  | 7       | 1      | 26     |
| 2      | Vietnam       | 10  | 11      | 8      | 29     |
| 3      | Corea del Sud | 8   | 18      | 20     | 44     |
| 4      | Mongolia      | 3   | 1       | 5      | 9      |
| 5      | Giappone      | 1   | 5       | 3      | 9      |
| 6      | Thailandia    | 1   | 1       | 2      | 4      |
| 7      | Cambogia      | 1   | 0       | 1      | 2      |
| 8      | Taipei cinese | 1   | 0       | 0      | 1      |
| 9      | Iran          | 0   | 1       | 0      | 1      |
| 10     | Indonesia     | 0   | 0       | 3      | 3      |
| Totale | Totale        | 43  | 43      | 43     | 129    |